# Liste der Stolpersteine in Schwaan
Die Liste der Stolpersteine in Schwaan enthält alle Stolpersteine, die im Rahmen des gleichnamigen Projekts von Gunter Demnig in Schwaan verlegt wurden. Mit ihnen soll Opfern des Nationalsozialismus gedacht werden, die in Schwaan lebten und wirkten. Demnig verlegt für jedes Opfer einen eigenen Stein, im Regelfall vor dem letzten selbst gewählten Wohnsitz.

## Verlegte Stolpersteine
In Schwaan wurden bisher vier Stolpersteine an einer Adresse verlegt.
| Stolperstein | Inschrift | Verlegeort      | Name, Leben |
| ------------ | --- | --------------- | --- |
|              | HIER WOHNTE ALICE MARCUS JG. 1898 DEPORTIERT 1942 ERMORDET IN AUSCHWITZ                                                                            | Pferdemarkt 7 · | Alice Marcus wurde am 12. April 1898 in Schwaan geboren. Sie war die Schwester von Willi Marcus. Am 10. Juli 1942 wurde sie über das Durchgangslager Ludwigslust in das KZ Auschwitz deportiert. |
|              | HIER WOHNTE DR. PAUL MARCUS JG. 1887 GEDEMÜTIGT / ENTRECHTET FLUCHT IN DEN TOD 1936                                                                | Pferdemarkt 7 · | Paul Marcus war ein Arzt in Schwaan. Nach Anfeindungen gegen ihn nahm er sich im Sommer 1936 mit Gift selbst das Leben. |
|              | HIER WOHNTE PAULA MARCUS GEB. LEVY JG. 1893 DEPORTIERT 1942 ERMORDET IN AUSCHWITZ                                                                  | Pferdemarkt 7 · | Paula Marcus wurde am 12. Januar 1893 als Tochter von Ina und Aaron Levy in Bad Sülze geboren. Sie war mit Willi Marcus verheiratet und lebte mit ihm in Schwaan. Am 10. Juli 1942 wurde sie mit ihm über das Durchgangslager Ludwigslust in das KZ Auschwitz deportiert. |
|              | HIER WOHNTE WILLI MARCUS JG. 18.. 1938 ZWANGSVERKAUF DES GESCHÄFTES 'SCHUTZHAFT' 1938 ZUCHTHAUS ALT-STRELITZ DEPORTIERT 1942 ERMORDET IN AUSCHWITZ | Pferdemarkt 7 · | Willi Marcus wurde am 17. Juni 1888 in Schwaan geboren. Er war Kaufmann und betrieb bis 1938 in der damaligen Brückenstraße ein Kolonialwarengeschäft. Während der Novemberpogrome 1938 wurde er verhaftet und war bis 2. Dezember 1938 im Zuchthaus Strelitz-Alt inhaftiert. Am 10. Juli 1942 wurde er über das Durchgangslager Ludwigslust in das KZ Auschwitz deportiert. |

## Verlegedaten
- 7. März 2014: Dr. Paul Marcus
- 20. Februar 2020